# Miguel Lozano Márquez
Miguel Lozano Márquez (Chihuahua, Chihuahua; 31 de enero de 2001) es un futbolista mexicano, juega como Defensa y su equipo actual es el Tlaxcala FC de la Liga de Expansión MX.

## Trayectoria
Formación en Monarcas Morelia y Mazatlán Fútbol Club
Formado en las fuerzas básicas de Monarcas Morelia, luego de la mudanza de Morelia a Mazatlán también afecto las fuerzas básicas y con ende también se fue con ellos, aunque no logró debutar en el primer equipo a pesar de estar en el banco de suplentes en algunos juegos.

### Tlaxcala Fútbol Club
A mediados de 2022 llega al Tlaxcala FC, debutando el 27 de julio de 2022 ante Raya2 Expansión.